# Tansaril
Tansaril is een bestuurslaag in het regentschap Aceh Tengah van de provincie Atjeh, Indonesië. Tansaril telt 1079 inwoners (volkstelling 2010).